# Бів Бівен
Бів Бівен (англ. Bev Bevan; 24 листопада 1944, Бірмінгем) — британський рок-музикант, відомий як барабанщик та один із засновників гуртів The Move и Electric Light Orchestra (ELO). Після розпаду групи ELO у 1986 він заснував проєкт під назвою ELO Part II без участі співака і композитора Джеффа Ліна.
Бівен також відомий участю в концертах Black Sabbath у 1983—1984 роках та у записі їх альбому 1987 року The Eternal Idol.

## Біографія
Бівен народився в районі Спаркхілл, Бірмінгем, Велика Британія. Після навчання в Moseley School, де він отримав 2 рівні O-level, він працював консультантом-продавцем в універсальному магазині під назвою The Beehive із своїм шкільним товаришем Джаспером Карроттом. Його кар'єра як музиканта почалася з участі з Денні Леном в його групі Denny Laine and the Diplomats. Після цього він працював з Карлом Уейном та The Vikings аж до заснування The Move у 1966 році. The Electric Light Orchestra записали свій перший альбом у 1971 та до цього часу The Move існували тільки як студійне обладнання. Вони випустили свій останній сингл «en: California Man» у 1972 році і успіх, який послідував за цим, Electric Light Orchestra поховав цей проєкт.
Бівен має глибокий голос, с The Move він записався як співак на двох піснях: на рімейку «en: Zing! Went the Strings of My Heart» та на пародії в стилі кантрі пісні «Ben Crawley Steel Co». Він склав дві пісні для The Movie: рок-блюзову «Turkish Tram Conductor Blues» з альбому Looking On та пародію на пісню Элвіса Преслі «Don't Mess Me Up» з альбому Message from the Country. Позніше ця пісня була випущена як сторона Б синглу «The Move Tonight».
У 1980 році Бівен написав та опублікував біографію Electric Light Orchestra. Він також випустив сольний сингл у 1976 році, який був кавер-версією «Let There Be Drums» Сенді Нельсона. Бівен грав на всіх альбомах Electric Light Orchestra та ELO Part II (за винятком альбому 2001 року Zoom).
У 1983 році він замінив Білла Уорда у групі Black Sabbath під час їх туру в підтримку альбому Born Again. Бівен також грає в кліпах до пісень «Trashed» та «Zero the Hero».
Після смерті Карла Уейна у 2004 році, він зібрав нову групу Bev Bevan's Move з Філом Трі та колишніми колегами по ELO Part II Філом Бейтсом і Нілом Локвудом для виконання здебільшого класичних пісень The Move. Бейтс покинув цей проєкт в липні 2007 року для участі у відновленому ELO Part II, який потім був перейменований в The Orchestra.
В теперішній час Бівен веде радіошоу на BBC. Було проголошено, що 17 січня 2011 року він буде нагороджений зіркою на Алеї зірок у Бірмінгемі.

## Особисте життя
Бівен живе у сільській місцевості графства Йоркшир зі своєю дружиною Валері та сином Адріаном. Він фанат футбольного клубу «Вулвергемптон Вондерерз».